# Ryder
Ryder — британская поп-группа, созданная специально для участия на конкурсе песни Евровидение-1986.
В состав коллектива входили Мэйнард Вильямс (англ. Maynard Williams), Дадли Филлипс (англ. Dudley Phillips), Пол Робертсон (англ. Paul Robertson), Энди Эбсворт (англ. Andy Ebsworth), Джофф Лич (англ. Geoff Leach) и Роб Терри (англ. Rob Terry). Мэйнард Вильямс — сын достаточно известного в Англии комедийного актёра Билла Вильямса.
В норвежском Бергене группа представляла свою страну с песней «Runner in the Night» (рус. Бегущий в ночи). Песня, в конечном итоге удачно расположившая на седьмой позиции в конкурсе (72 балла), была раскритикована британскими СМИ, считавшими песню заранее слабой и проигрышной. Композиция «Runner in the night» не достигла и первых семидесяти пяти строчек местного чарта: столь плачевного результата у британских конкурсных песен для Евровидения не было с 1964 года.
После роспуска группы карьера её бывших участников также прошла не слишком заметно.